# 布鲁塞尔有轨电车
布鲁塞尔有轨电车（法語：Tramway de Bruxelles）是比利時布鲁塞尔首都大区的有軌電車系統，亦是全球十大的有軌電車系統，共18條路線，總長度140.6（87.4英里），載客量每年超過一億。